# Dirk Medved
Dirk Medved (Genk, 1968. szeptember 15. – ) belga válogatott labdarúgó.

## Pályafutása

### Klubcsapatban
Genkben született. Pályafutását 1985-ben szülővárosában a Waterschei Thor Genk csapatában kezdte. 1988-ban a KRC Genk igazolta le, ahol egy szezont töltött, de nem lépett pályára egyetlen mérkőzésen sem. 1989 és 1993 között a Gent, 1993 és 1997 között a Club Brugge játékosa volt, melynek színeiben bajnokságot, kupát és szuperkupát is nyert. 1997 és 1999 között a Standard Liège csapatában játszott.

### A válogatottban
1991 és 1997 között 26 alkalommal szerepelt a belga válogatottban. Részt vett az 1994-es világbajnokságon, ahol két mérkőzésén lépett pályára.

## Sikerei
Club Brugge
- Belga bajnok (1): 1995–96
- Belga kupa (3): 1994–95, 1995–96, 1998–99
- Belga szuperkupa (2): 1994, 1996